# Baby Baby (bài hát của Girls' Generation)
"Baby Baby" là một bài hát của nhóm nhạc nữ Hàn Quốc Girls' Generation, được phát hành vào ngày 17 tháng 3 năm 2008. Bài hát là đĩa đơn chủ đề từ phiên bản phát hành lại của album phòng thu đầu tay của nhóm.

## Danh sách bài hát
| STT              | Nhan đề          | Sáng tác                        | Thời lượng |
| ---------------- | ---------------- | ------------------------------- | ---------- |
| 1.               | "Baby Baby"      | Hwang Seong Je (BJJ), Yoo Jenny | 03:11      |
| Tổng thời lượng: | Tổng thời lượng: | Tổng thời lượng:                | 03:11      |

## Thực hiện
- Girls' Generation – hát
- Hwang Seong Je (BJJ) – sản xuất, sáng tác, phối khí, âm nhạc
- Yoo Jenny – sáng tác

## Giải thưởng và đề cử

### Chương trình âm nhạc
| Chương trình     | Ngày                |
| ---------------- | ------------------- |
| Mnet M Countdown | 10 tháng 4 năm 2008 |